# Indianapolis 500 1913
Indianapolis 500 1913 je bila tretja dirka Indianapolis 500 na dirkališču Indianapolis. Potekala je 30. maja 1913.

## Rezultati

### Kvalifikacije
Prijavljeni so morali za kvalifikacijo odpeljati krog s povprečno hitrostjo prek 75 mph (120.7 km/h), toda štartna vrsta je bila narejena na podlagi žreba dan pred dirko.
| Vrsta | Notr. del                                | Proti notr.                             | Proti zun.                              | Zun. del                               |
| ----- | ---------------------------------------- | --------------------------------------- | --------------------------------------- | -------------------------------------- |
| 1     | Caleb Bragg 87.34 mph / 140.56 km/h      | Albert Guyot 80.75 mph / 129.95 km/h    | Billy Liesaw 78.02 mph / 125.56 km/h    | Robert Evans 82.01 mph / 131.98 km/h   |
| 2     | Don Herr 82.84 mph / 133.32 km/h         | Harry Grant 75.96 mph / 122.25 km/h     | Jules Goux 86.03 mph / 138.45 km/h      | Teddy Tetzlaff 80.26 mph / 129.17 km/h |
| 3     | Bill Endicott 85.70 mph / 137.92 km/h    | Harry Endicott 76.35 mph / 122.87 km/h  | Billy Knipper 80.26 mph / 129.17 km/h   | Ralph DePalma 76.30 mph / 122.79 km/h  |
| 4     | Theodore Pilette 75.52 mph / 121.54 km/h | Gil Anderson 82.63 mph / 132.98 km/h    | Willie Haupt 80.72 mph / 129.91 km/h    | Charles Merz 84.46 mph / 135.93 km/h   |
| 5     | Johnny Jenkins 82.84 mph / 133.32 km/h   | Vincenzo Trucco 81.94 mph / 131.87 km/h | Spencer Wishart 81.99 mph / 131.95 km/h | Howdy Wilcox 81.46 mph / 131.10 km/h   |
| 6     | Bob Burman 84.17 mph / 135.46 km/h       | Ralph Mulford 80.79 mph / 130.02 km/h   | Louis Disbrow 82.76 mph / 133.19 km/h   | Joe Nikrent 78.89 mph / 126.96 km/h    |
| 7     | Jack Tower 88.23 mph / 141.99 km/h       | Paul Zuccarelli 85.83 mph / 138.13 km/h | George Clark 75.91 mph / 122.17 km/h    |                                        |

### Dirka
| Poz | Št | Dirkač           | Dirkalnik        | Prijavljen                       | Motor          | Št. cil. | Konfiguracija    | Šasija         | Barva        | Kval. hitr.             | Št. mesto | Vodstvo | Čas                | Krogi / Hitrost / Odstop        |
| --- | -- | ---------------- | ---------------- | -------------------------------- | -------------- | -------- | ---------------- | -------------- | ------------ | ----------------------- | --------- | ------- | ------------------ | ------------------------------- |
| 1   | 16 | Jules Goux       | Peugeot          | Peugeot                          | Peugeot        | 4        | 448 in³ / 7.34 L | Peugeot        | Modro Bela   | 86.03 mph / 138.45 km/h | 7         | 138     | 6:35:05            | 200 - 75.933 mph / 122.202 km/h |
| 2   | 22 | Teddy Tetzlaff   | Mercer           | Mercer Motors Company            | Mercer         | 4        | 300 in³ / 4.92 L | Mercer         | Rumena       | 81.99 mph / 131.95 km/h | 19        | 0       | 6:48:13 / +13:08   | 200 - 73.489 mph / 118.269 km/h |
| 3   | 2  | Charlie Merz     | Stutz            | Ideal Motor Car Company          | Wisconsin      | 4        | 400 in³ / 6.55 L | Stutz          | Belo Rdeča   | 84.46 mph / 135.93 km/h | 16        | 0       | 6:48:49 / +13:44   | 200 - 73.382 mph / 118.097 km/h |
| 4   | 9  | Albert Guyot     | Sunbeam          | Sunbeam Motor Car Company        | Sunbeam        | 6        | 368 in³ / 6.03 L | Sunbeam        | Siva         | 80.75 mph / 129.95 km/h | 2         | 0       | 7:02:58 / +27:53   | 200 - 70.925 mph / 114.143 km/h |
| 5   | 23 | Theodore Pilette | Mercedes- Knight | E.C. Patterson                   | Knight         | 4        | 251 in³ / 4.11 L | Mercedes       | Siva Bela    | 75.52 mph / 129.66 km/h | 13        | 0       | 7:20:13 / +45:08   | 200 – 68.148 mph / 109.674 km/h |
| 6   | 12 | Howdy Wilcox     | Gray Fox         | Frank Fox                        | Pope- Hartford | 4        | 390 in³ / 6.39 L | Pope- Hartford | Siva         | 81.46 mph / 131.10 km/h | 20        | 0       | 7:23:26 / +48:21   | 200 – 67.653 mph / 108.877 km/h |
| 7   | 29 | Ralph Mulford    | Mercedes         | E. J. Schroeder                  | Mercedes       | 4        | 449 in³ / 7.36 L | Mercedes       | Siva         | 80.79 mph / 130.02 km/h | 22        | 0       | 7:28:05 / +53:00   | 200 – 66.951 mph / 107.747 km/h |
| 8   | 31 | Louis Disbrow    | Case             | J. I. Case T. M. Company         | Case           | 4        | 449 in³ / 7.36 L | Case           | Siva Rdeča   | 82.76 mph / 133.19 km/h | 23        | 0       | 7:29:09 / +54:04   | 200 – 66.793 mph / 107.493 km/h |
| 9   | 9  | Willie Haupt     | Mason            | Mason Motor Company              | Duesenberg     | 4        | 350 in³ / 5.74 L | Duesenberg     | Rjava        | 80.72 mph / 129.91 km/h | 15        | 0       | 7:52:35 / +1:17:30 | 200 – 63.481 mph / 102.163 km/h |
| 10  | 19 | George Clark     | Tulsa            | Tulsa Auto Manufacturing Company | Wisconsin      | 4        | 340 in³ / 5.57 L | Tulsa          | Rdeča Črna   | 75.91 mph / 122.17 km/h | 27        | 0       | 7:56:14 / +1:21:09 | 200 – 62.994 mph / 101.299 km/h |
| 11  | 4  | Bob Burman       | Keeton           | Keeton Motor Company             | Wisconsin      | 4        | 449 in³ / 7.36 L | Keeton         | Zelena Bela  | 84.17 mph / 135.46      | 21        | 41      | DNF                | Rdeča zastava                   |
| 12  | 3  | Gil Anderson     | Stutz            | Ideal Motor Car Company          | Wisconsin      | 4        | 400 in³ / 6.55 L | Stutz          | Bela Rdeča   | 82.63 mph / 132.98 km/h | 14        | 18      | DNF                | 187 – menjalnik                 |
| 13  | 5  | Robert Evans     | Mason            | Mason Motor Company              | Duesenberg     | 4        | 350 in³ / 5.74 L | Duesenberg     | Rjava        | 82.01 mph / 131.98 km/h | 4         | 2       | DNF                | 158 - sklopka                   |
| 14  | 17 | Billy Liesaw     | Anel             | Will Tompson                     | Buick          | 4        | 318 in³ / 5.21 L | Buick          | Oranžna Črna | 78.02 mph / 125.56 km/h | 3         | 0       | DNF                | 148 – gred                      |
| 15  | 7  | Caleb Bragg      | Mercer           | Mercer Motors Company            | Mercer         | 4        | 424 in³ / 6.95 L | Mercer         | Rumena       | 87.34 mph / 140.56 km/h | 1         | 1       | DNF                | 128 – črpalka za gorivo         |
| 16  | 10 | Billy Knipper    | Henderson        | Henderson Motor Car Company      | Duesenberg     | 4        | 350 in³ / 5.74 L | Knipper        | Modra        | 80.26 mph / 129.17 km/h | 11        | 0       | DNF                | 125 – sklopka                   |
| 17  | 27 | Teddy Tetzlaff   | Isotta           | Isotta                           | Isotta         | 4        | 444 in³ / 7.28 L | Isotta         | Rdeča Zelena | 81.30 mph / 130.84 km/h | 8         | 0       | DNF                | 118 – pogon                     |
| 18  | 32 | Joe Nikrent      | Case             | J. I. Case T. M. Company         | Case           | 4        | 449 in³ / 7.36 L | Case           | Siva Rdeča   | 78.89 mph / 126.96 km/h | 24        | 0       | DNF                | 67 – obesa                      |
| 19  | 6  | Jack Tower       | Mason            | Mason Motor Company              | Duesenberg     | 4        | 350 in³ / 5.74 L | Duesenberg     | Rjava        | 88.23 mph / 141.99 km/h | 25        | 0       | DNF                | 51 – trčenje, 1. ovinek         |
| 20  | 28 | Vincenzo Trucco  | Isotta           | Isotta                           | Isotta         | 4        | 444 in³ / 4.28 L | Isotta         | Rdeča Zelena | 81.94 mph / 131.87 km/h | 18        | 0       | DNF                | 39 – rezervoar                  |
| 21  | 16 | Harry Endicott   | Nyberg           | Nyberg Auto Company              | Nyberg         | 6        | 377 in³ / 6.18 L | Nyberg         | Rdeča        | 76.35 mph / 122.87 km/h | 10        | 0       | DNF                | 23 – prenos                     |
| 22  | 29 | Paul Zuccarelli  | Peugeot          | Peugeot                          | Peugeot        | 4        | 448 in³ / 7.34 L | Peugeot        | Modra Bela   | 85.83 mph / 138.13 km/h | 26        | 0       | DNF                | 18 – obesa                      |
| 23  | 10 | Ralph DePalma    | Mercer           | Mercer Motors Company            | Mercer         | 4        | 340 in³ / 5.57 L | Mercer         | Rumena       | 76.30 mph / 122.79 km/h | 12        | 0       | DNF                | 15 – obesa                      |
| 24  | 26 | Harry Grant      | Isotta           | Isotta                           | Isotta         | 4        | 444 in³ / 4.28 L | Isotta         | Rdeča Zelena | 75.96 mph / 122.25 km/h | 6         | 0       | DNF                | 14 – rezervoar                  |
| 25  | 18 | Johnny Jenkins   | Schacht          | Schacht Motor Car Company        | Schacht        | 4        | 299 in³ / 4.90 L | Schacht        | Rdeča Bela   | 82.84 mph / 133.32 km/h | 17        | 0       | DNF                | 13 – gred                       |
| 26  | 8  | Don Herr         | Stutz            | Ideal Motor Car Company          | Wisconsin      | 4        | 400 in³ / 6.55 L | Stutz          | Bela Rdeča   | 82.84 mph / 133.32 km/h | 5         | 0       | DNF                | 7 – sklopka                     |
| 27  | 33 | Bill Endicott    | Case             | J. I. Case T. M. Co.             | Case           | 6        | 448 in³ / 7.34 L | Case           | Siva Rdeča   | 85.70 mph / 137.92 km/h | 9         | 0       | DNF                | 1 – gred                        |

DNF - Odstop